# Alessandro Pittin
Alessandro Pittin (Tolmezzo, 11 de febrero de 1990) es un deportista italiano que compitió en esquí en la modalidad de combinada nórdica. 
Participó en tres Juegos Olímpicos de Invierno, entre los años 2006 y 2014, obteniendo una medalla de bronce en Vancouver 2010, en la prueba de trampolín normal + 10 km individual. Ganó una medalla de plata en el Campeonato Mundial de Esquí Nórdico de 2015, en la misma prueba.

## Palmarés internacional
| Juegos Olímpicos   | Juegos Olímpicos   | Juegos Olímpicos  | Juegos Olímpicos      |
| Año                | Lugar              | Medalla           | Prueba                |
| ------------------ | ------------------ | ----------------- | --------------------- |
| 2010               | Vancouver (Canadá) | Medalla de bronce | TN + 10 km individual |
| Campeonato Mundial |                    |                   |                       |
| Año                | Lugar              | Medalla           | Prueba                |
| 2015               | Falun (Suecia)     | Medalla de plata  | TN + 10 km individual |